# نيكولاس سيناللي
نيكولاس سيناللي (بالإسبانية: Nicolas Cinalli)‏ (6 يوليو 1979 بروساريو في الأرجنتين - ) هو لاعب كرة قدم أرجنتيني في مركز حراسة المرمى. لعب مع دي غرافشاب ونادي بيروجيا ونادي فاريسي ونادي كروتوني ونادي فيرتوس إينتيلا ونادي بوتنزا وسنترال قرطبة دي روساريو ‏ وUSD Ragusa 2014 ‏ وAtlético Policial ‏ وSportivo Las Parejas ‏.

## وصلات خارجية
- نيكولاس سيناللي على موقع قاعدة بيانات كرة القدم.إي يو (الإنجليزية)